# Puerto Princesa

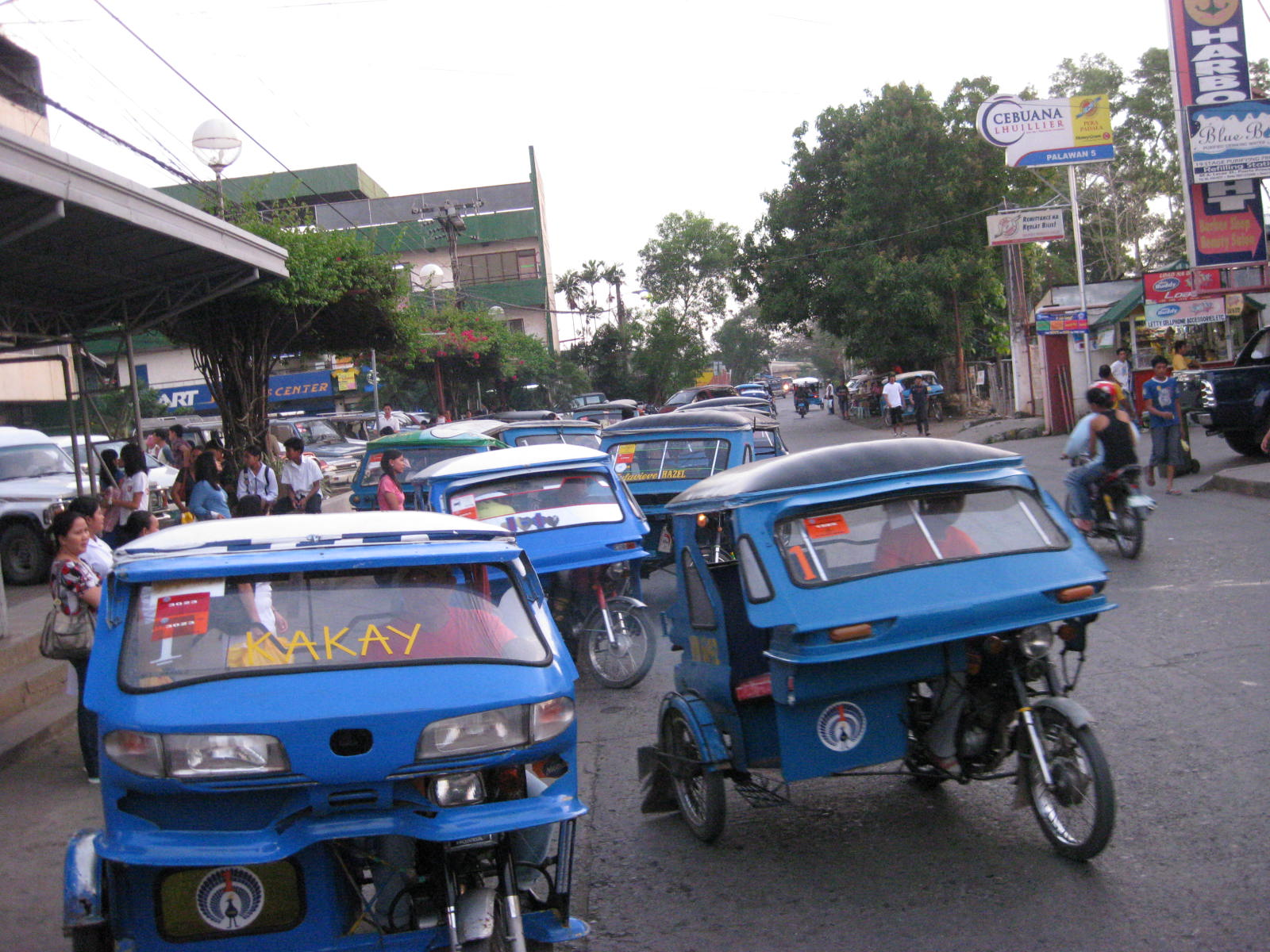

Puerto Princesa est une ville de 1re classe, capitale de la province de Palawan aux Philippines. Selon le recensement de 2010 elle compte 222 673 habitants.
Le Parc national de la rivière souterraine de Puerto Princesa se trouve à une cinquantaine de kilomètres.

## Barangays
Puerto Princesa est divisée en 66 barangays.
- Babuyan
- Bacungan
- Bagong Bayan
- Bagong Pag-Asa
- Bagong Sikat
- Bagong Silang
- Bahile
- Bancao-bancao
- Binduyan
- Buenavista
- Cabayugan
- Concepcion
- Inagawan
- Irawan
- Iwahig
- Kalipay
- Kamuning
- Langogan
- Latud
- Liwanag
- Lucbuan
- Mabuhay
- Macarascas
- Magkakaibigan
- Maligaya
- Manalo
- Manggahan
- Maningning
- Maoyon
- Marufinas
- Maruyogon
- Masigla
- Masikap
- Masipag
- Matahimik
- Matiyaga
- Maunlad
- Milagrosa
- Model
- Montible
- Napsan
- New Panggangan
- Pagkakaisa
- Princesa
- Salvacion
- San Jose
- San Miguel
- San Pedro
- San Rafael
- Santa Cruz
- Santa Lourdes
- Santa Lucia
- Santa Monica
- Seaside
- Sicsican
- Simpocan
- Tagabinit
- Tagburos
- Tagumpay
- Tanabag
- Tanglaw
- Barangay ng mga Mangingisda
- Inagawan Sub-Colony
- Luzviminda
- Mandaragat
- San Manuel
- Tiniguiban

## Démographie
| Année | Habitants | Évolution |
| ----- | --------- | --------- |
| 1995  | 129 577   | -         |
| 2000  | 161 912   | 24,95 %   |
| 2007  | 210 508   | 30,01 %   |
| 2010  | 222 673   | 5,78 %    |